# کالون-ریکوار
کالون-ریکوار (به فرانسوی: Calonne-Ricouart) یک کمون در فرانسه است که در پا-دو-کاله واقع شده‌است.

## خصوصیات
کالون-ریکوار ۴٫۶۱ کیلومترمربع مساحت و ۵٬۹۸۹ نفر جمعیت دارد و ۶۵ متر بالاتر از سطح دریا واقع شده‌است.